# Bosquerola xiuladora
La bosquerola xiuladora (Myiothlypis leucoblephara) és un ocell de la família dels parúlids (Parulidae).

## Hàbitat i distribució
Habita el sotabosc de les terres baixes del sud i sud-est del Brasil, Paraguai, est de l'Uruguai i nord-est de l'Argentina.